# Samuel Rychtář
Samuel Rychtář (* únor 2008, Brno) je český zpěvák. V roce 2019 se stal finalistou v talentové soutěži Česko Slovensko má talent.

## Působení v Česko Slovensko má talent
V roce 2019 se zúčastnil castingu v česko-slovenské talentové soutěže Česko Slovensko má talent. Porotě předvedl svou vlastní tvorbu, píseň „V čase“, kterou zahrál na kytaru a zazpíval. Porotce Jaro Slávik píseň označil za budoucí hit a že kdyby mohl, tak by použil svůj tzv. „zlatý bzučák“, což by pro Rychtáře znamenalo postup rovnou do finále soutěže, aniž by musel absolvovat semifinále. Moderátoři soutěže David Gránský a Lujza Garajová-Schrameková však mohli zlatý bzučák zmáčknout a tak také učinili.  Samuel Rychtář se tudíž dostal do finále soutěže, kde skončil druhý.